# Irsingener See
Der Irsingener See ist eine Staustufe der Wertach südöstlich von Irsingen. Der See liegt im Gebiet der Kommunen Bad Wörishofen, Türkheim sowie Wiedergeltingen.
Am Westufer befindet sich ein Segelclub mit Anlegestelle. Der See wird durch ein Kraftwerkswehr aufgestaut, welches mit zwei Generatoren der Stromerzeugung dient. Der Baubeginn war 1962, fertiggestellt wurde der See mit der Inbetriebnahme des Wasserkraftwerkes im Jahre 1964. Seit 2011 befindet sich eine Fischtreppe an der Ostseite der Staumauer.

## Name
Gelegentlich wird für dieses Gewässer auch die Bezeichnung Bad Wörishofener Stausee genutzt.